# Olof Sandström
Olof Sandström, född 15 januari 1899 i Storvik, död 10 juni 1985 i Frankfurt am Main, var en svensk läkare.
Olof Sandström var son till distriktsveterinären Carl Oscar Sandström och bror till Carl Sandström. Efter studentexamen i Gävle 1917 blev han medicine kandidat vid Uppsala universitet 1921 och medicine licentiat vid Karolinska Institutet 1926. Han hade förordnanden bland annat vid Umeå lasaretts kirurgiska avdelning 1926 och var underläkare vid Radiumhemmet i Stockholm 1927–1928, därunder tidvis tillförordnad överläkare. Efter amanuenstjänst vid Serafimerlasarettets röntgeninstitut 1929 var Sandberg tillförordnad läkare vid Sankt Eriks sjukhus röntgenavdelning 1930, föreståndare för röntgenavdelningen vid Garnisonssjukhuset i Stockholm 1930–1931 och röntgenläkare vid Södertälje lasarett 1930–1932. Åren 1931–1966 var han lasarettsläkare vid Eskilstuna centrallasaretts röntgenavdelning, och 1932–1936 var han även sjukhusets styresman. År 1943 ledde Sandström skärmbildsundersökningen av Gotlands befolkning. Han publicerade uppsatser i patologi, röntgendiagnostik och röntgenterapi samt om sjukhusorganisation och sjuksköterskeutbildning. Åren 1942–1950 var han ledamot av Södermanlands läns landsting.